# アルジャントゥイユ
アルジャントゥイユ (Argenteuil) は、フランスのパリの北西約10キロメートル、セーヌ川右岸にあるイル＝ド＝フランス地域圏ヴァル＝ドワーズ県のコミューン。イル＝ド＝フランス地域圏では、パリ、ブローニュ＝ビヤンクール、サン＝ドニに次ぎ4番目に人口が多い街である。

## 歴史
アルジャントゥイユは7世紀に修道院が設立されたことによって始まった。この修道院は神学者のピエール・アベラールが恋人のエロイーズを匿ったことでも知られている。
都市の名は「川のきらめき」を意味している。19世紀中頃にはパリと鉄道で結ばれたこともあり、印象派の画家達が集まったことから多くの作品が残された。

## 人口統計
| 1962年 | 1968年 | 1975年 | 1982年 | 1990年 | 1999年 | 2006年 | 2011年 |
| ------ | ------ | ------ | ------ | ------ | ------ | ------ | ------ |
| 82321  | 90480  | 102530 | 95347  | 93096  | 93961  | 102683 | 104282 |

参照元:1999年までEHESS、2004年以降INSEE

## 姉妹都市
- デッサウ、ドイツ
- クライドバンク、スコットランド、イギリス
- アレッサンドリア、イタリア
- フネドアラ、ルーマニア

## ギャラリー
- クロード・モネの描いたアルジャントゥイユ
- アルフレッド・シスレーの描いたアルジャントゥイユ
- ルノワールの描いたアルジャントゥイユ
- ギュスターヴ・カイユボットの描いたアルジャントゥイユ

## 関係者

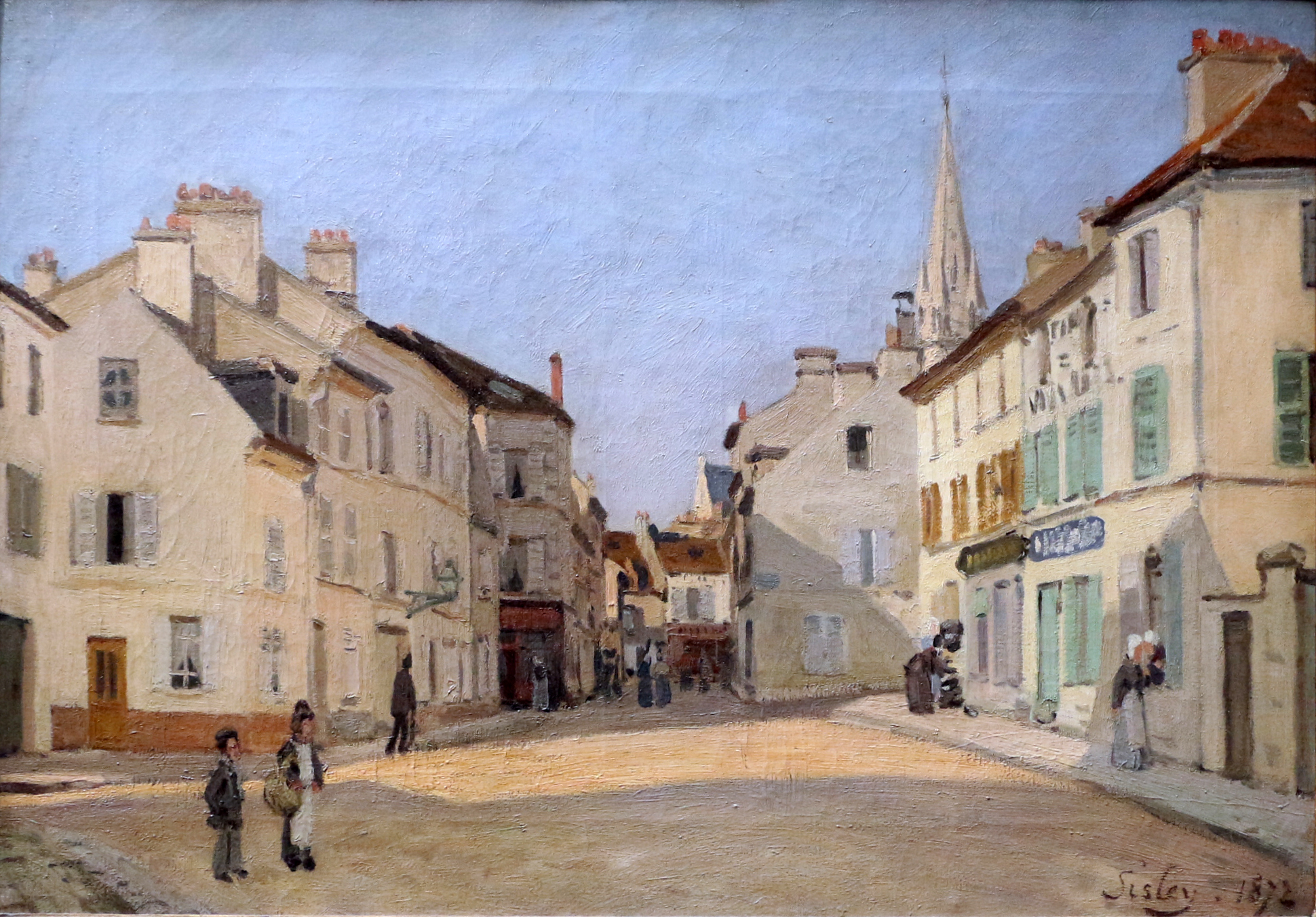
アルフレッド・シスレー作 Rue de la Chaussée à Argenteuil, 1872年
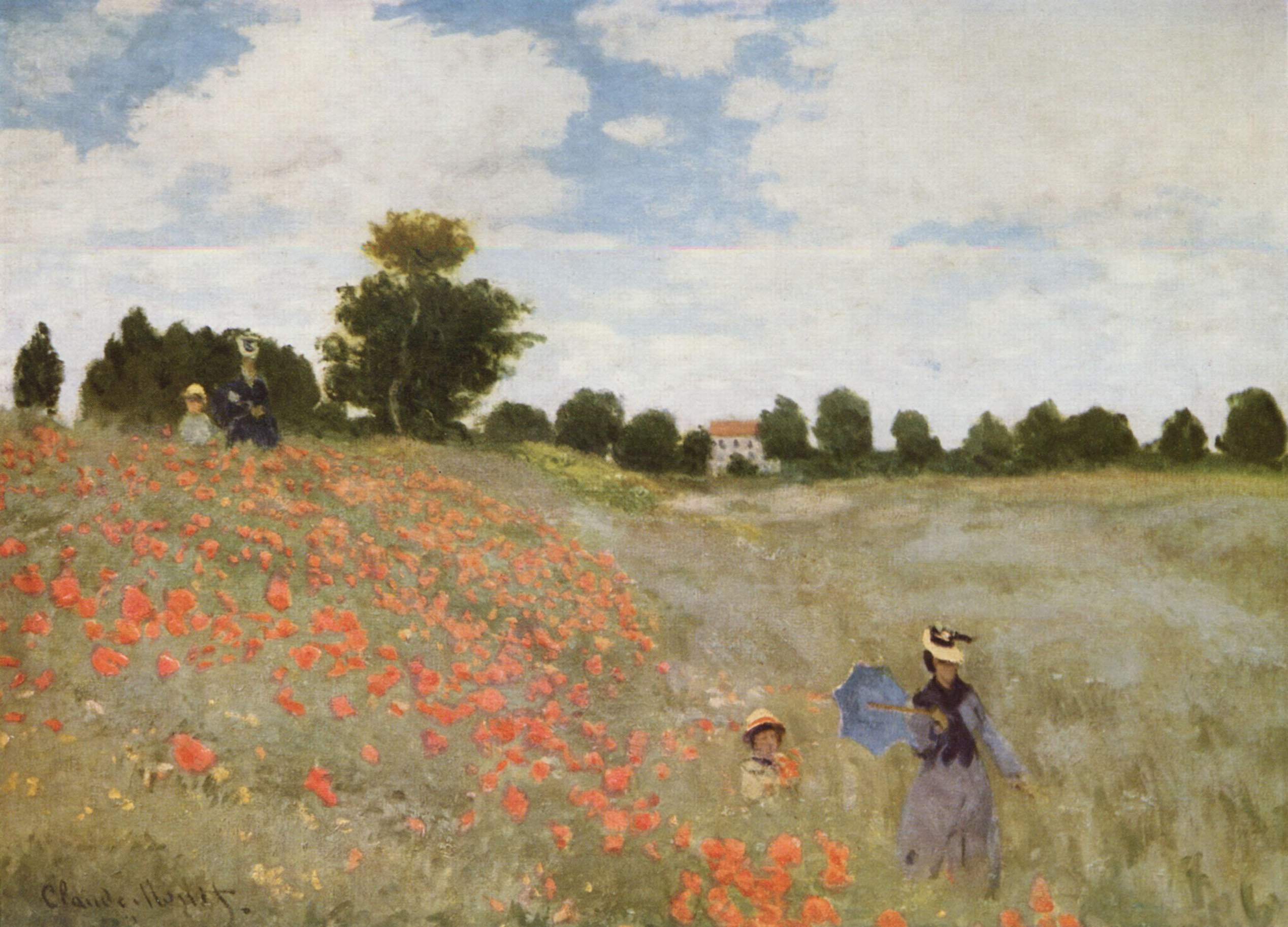
モネ作（アルジャントゥイユの）ひなげし, 1873年
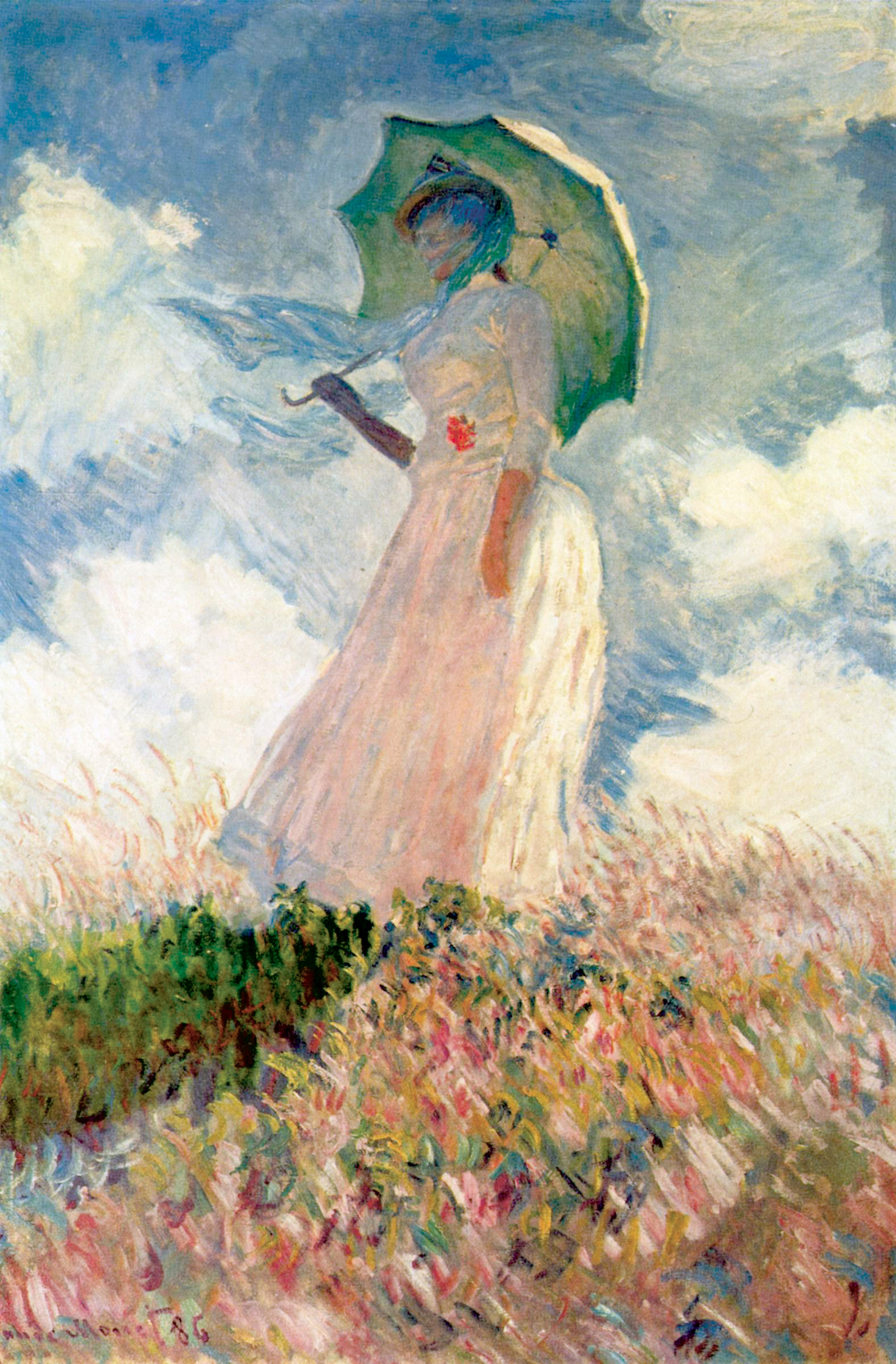
モネ作日傘の女, 1886年

出身者
- ジョルジュ・ブラック - 画家、パブロ・ピカソと共にキュビスム創始者
- ビクトル・ピュイズー - 数学者、天文学者
- ジュール・アレクサンドル・ダヴォー - 植物学者
- ケビン・マイヤー - 陸上競技選手、十種競技世界記録保持者
- クラウディオ・ゴメス - サッカー選手
- フランク・ベリア - サッカー選手

居住その他ゆかりある人物
- ヴィクトール・リケッティ・ド・ミラボー（経済思想家） - 1789年7月当地で死去。オノーレ・ミラボー伯の父
- クロード・モネ（画家、印象派） - 居住滞在
- オーギュスト・ルノワール（画家、印象派）- モネの家に滞在
- アルフレッド・シスレー（画家、印象派） - 居住滞在
- アリ・シェフェール（画家、ロマン派 "冷たい古典主義"） - 1858年6月当地て死去
- ギュスターヴ・カイユボット（画家、印象派ないし写実派） - 居住滞在
- ピエール・ガマラ（作家） - 居住し、2009年当地で死去